# Ben Rowold

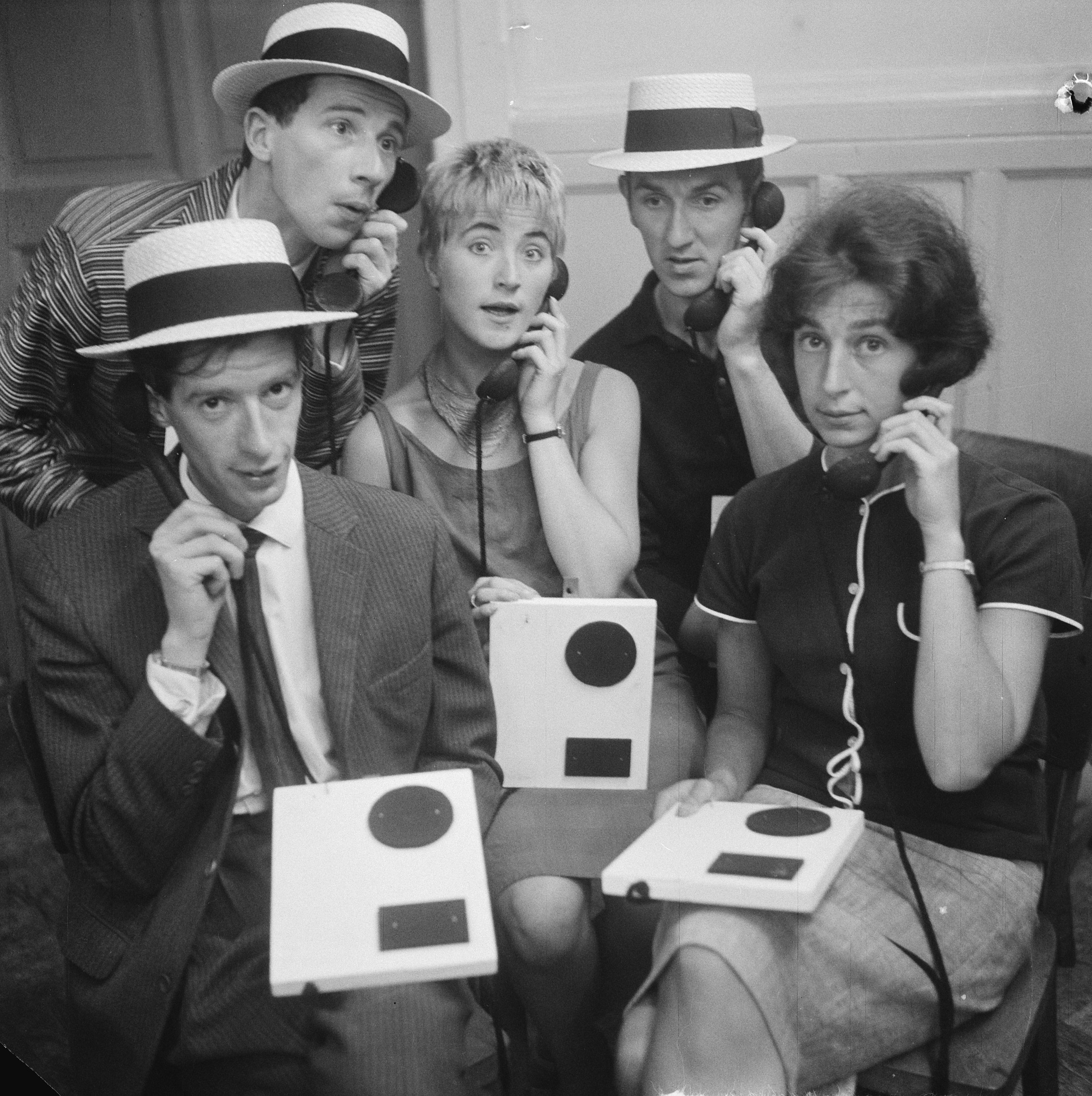
Vooraan, v.l.n.r.: Rudi Carrell, Fiet Koster. Achterzijde, v.l.n.r.: Ben Rowold, Jasperina de Jong, Eric Herfst (1961)

Bernard (Ben) Ludovicus Rowold (Amsterdam, 19 mei 1937 — aldaar, 28 december 1984) was een Nederlands cabaretier en tekstschrijver, vooral bekend van de cabaretgroep Lurelei die hij samen met Eric Herfst oprichtte.

## Levensloop
Ben Rowold werd lid van de AJC (de Arbeiders Jeugd Centrale), een socialistische jeugdbeweging. Hier ontmoette hij Eric Herfst, met wie hij al gauw bevriend raakte. Samen gaan ze naar de mulo en halverwege de jaren vijftig ook naar de kweekschool om opgeleid te worden tot onderwijzer. In hun vrije tijd raken de twee in de ban van de mime en geven ze verschillende voorstellingen onder de naam "Pantalone".
In 1957 begon Rowold in een cabaretgezelschapje onder leiding van Doreen van Oven. Meer succesvol was de cabaretgroep Lurelei die Rowold samen met 
Eric Herfst en Kees Bergman oprichtte. In januari 1958 gingen zij van start in "Het Behouden Huis" aan de Kromme Waal in Amsterdam. Het grote succes kwam pas na de komst van Jasperina de Jong. In de eerste Lurelei-jaren schreef Ben Rowold de meeste teksten, maar allengs begon tekstdichter Guus Vleugel meer teksten te schrijven en verdween Rowold meer op de achtergrond. Tot 1964 werkte Rowold ook als uitvoerend artiest mee. Daarna trok hij zich echter terug uit het vak.
Rowold stierf eind 1984 en werd pas twee dagen na zijn dood gevonden. In de periode daarvoor had hij een zwerversleven geleid, onder meer veroorzaakt door problemen met alcohol. In één jaar tijd overleden vier personen die aan de wieg van Lurelei hadden gestaan. Naast Rowold waren dat Eric Herfst (1985), Ronny Bierman (1984) en Frans Halsema (1984).
- International Standard Name Identifier: 0000 0003 9192 5967
- MusicBrainz: 72d05853-80c7-4b73-98e2-636ab320a0bd
- Nederlandse Thesaurus van Auteursnamen: 070572704
- Virtual International Authority File: 285869924
- WorldCat: E39PBJyWTQ6TQY9bRm4G9VHDMP